# HD82984
HD82984 — подвійна зоря. 
Ця подвійна система має видиму зоряну величину в смузі V приблизно 5,6.
Вона розташована на відстані близько 959,3 світлових років від Сонця.

## Подвійна зоря
Головна зоря цієї системи належить до хімічно пекулярних зір й має спектральний клас B3.
В той же час спектральний клас іншої компоненти залишається  ще не визначеним.

HD82984 належить до Хімічно пекулярних зір з пониженим вмістом гелію 
й в її  зоряній атмосфері спостерігається нестача He у порівнянні з його вмістом в атмосфері Сонця.